# Jan Josef Strobach
Jan Josef Strobach (německy Johann Joseph Strobach, 2. prosince 1731, Svitava – 10. prosince 1794, Praha) byl český duchovní, hudebník a skladatel.

## Život a činnost
Narodil se ve Svitavě. Jeho rodiči byli Johann Strobach a jeho manželka Anna Barbora, rozená Würselinová. Jan Josef měl mladší sestru Jiřinu Annu (1758-1813).
Po složení maturitních zkoušek na gymnáziu v Lehnici odešel Strobach studovat do Vratislavi. Odtud se pak přestěhoval do Prahy, kde se po dva roky věnoval studiu filosofie a teologie s úmyslem stát se duchovním.
Současně s tím také provozoval hru na housle, s takový zápalem a úspěchem, že se rozhodl nastoupit dráhu hudebníka. Nastoupil jako primarius (dnes již neexistujícího) kostela sv. Kříže při klášteře řádu křižovníků s červeným srdcem - Cyriaků na Starém Městě. Po třinácti letech služby u křižovníků odešel a v roce 1765 se stal regenschorim nejprve v paulánském kostele sv. Salvátora, o dva roky později u karmelitánů od svatého Havla a v květnu 1769 již ve farním kostele sv. Václava u jezuitů na Malé Straně.
Po zrušení jezuitského řádu v době reforem císaře Josefa II. v roce 1775 převzal hudební vedení v sousedním kostele sv. Mikuláše a v téže době se zároveň stal ředitelem orchestru italského operního souboru Pasquale Bondiniho působícího toho času v Thunovském paláci. V roce 1786 zde Strobach coby dirigent uvedl Mozartovu operu Figarova svatba, která měla díky němu a skvělému provedení orchestru mimořádný úspěch.
Jan Josef Strobach zemřel v poledne 10. prosince 1794 v Praze a byl pohřben na malostranském hřbitově v Košířích.

### Rodina
Jeho sestra Jiřina Anna byla zpočátku jeho žákyní. Později vstoupila do pražského jiřského kláštera benediktinek a byla zpěvačkou v pražských chrámech. Po zrušení kláštera 7. března 1782 žila u bratra Jana Josefa v Praze. Ve zpěvu pokračovala i po jeho smrti.
Jan Josef měl syna Franze (1760/1762–31. ledna 1820), který byl také hudebník. Podobně jako otec působil jako hudební ředitel, regenschori a také jako zpěvák, nejprve tenorista, později bas.